# Contea di Crittenden (Kentucky)
La contea di Crittenden in inglese Crittenden County è una contea dello Stato del Kentucky, negli Stati Uniti. La popolazione al censimento del 2000 era di 9 384 abitanti. Il capoluogo di contea è Marion.